# Diócesis de Xuanhua
La diócesis de Xuanhua o de Süanhwa (en latín: Dioecesis Siuenhoavensis y en chino: 天主教宣化教区) es una circunscripción eclesiástica de la Iglesia católica en China. Se trata de una diócesis latina, sufragánea de la arquidiócesis de Pekín. Desde 2018 su obispo es Augustine Cui Tai, aunque para el Anuario Pontificio está vacante desde el 3 de octubre de 1959. El 1 de diciembre de 1980 la Asociación Patriótica Católica China fusionó la diócesis de Xuanhua con la diócesis de Xiwanzi para erigir la diócesis de Zhangjiakou, sin el asentimiento de la Santa Sede. 

## Territorio y organización
La diócesis extiende su jurisdicción sobre los fieles católicos de rito latino residentes en parte de la provincia de Hebei.
La sede de la diócesis se encuentra en el distrito de Xuanhua en la ciudad-prefectura de Zhangjiakou, en donde se halla la Catedral de la Santa Cruz.
En 2023 no se conoce el número de parroquias existentes en la diócesis.

## Historia
En 1688 el jesuita francés Zhang Cheng llegó por primera vez a Xuanhua para predicar. En 1699 el jesuita francés Badomin construyó la primera iglesia católica en Xuanhua.
El vicariato apostólico de Xuanhuafu fue erigido el 10 de mayo de 1926 con el breve Expedit et del papa Pío XI, obteniendo el territorio del vicariato apostólico de Pekín (hoy arquidiócesis). El primer obispo, Philippe Zhao Huai-yi, estuvo entre los seis primeros obispos chinos ordenados por el papa Pío XI en Roma el 28 de octubre de 1926.
El 11 de abril de 1946 el vicariato apostólico fue elevado a diócesis con la bula Quotidie Nos del papa Pío XII, bajo el gobierno del obispo Joseph Ciamgioenpuo.
El 12 de julio de 1949 la provincia de Hebei fue ocupada por el Partido Comunista de China, que se impuso en la guerra civil y proclamó la República Popular China el 1 de octubre de 1949. Todos los misioneros extranjeros fueron expulsados de China comunista. En 1951 China comunista y la Santa Sede rompieron relaciones diplomáticas, reconociendo la Santa Sede a la República de China en Taiwán como el legítimo gobierno chino. El 15 de diciembre de 1951 el obispo Peter Wang Mu-To fue arrestado y encarcelado por negarse a separarse de la jerarquía y murió en prisión.
La Asociación Patriótica Católica China fue creada con el apoyo de la Oficina de Asuntos Religiosos de la República Popular de China en 1957, con el objetivo de controlar las actividades de los católicos en China. Su nombre público es Iglesia católica china y es referida como la "Iglesia oficial" o "Iglesia patriótica" en contraposición a la "Iglesia subterránea" o "Iglesia clandestina" leal a la Santa Sede. Con la constitución de una Iglesia patriótica se persiguió a los obispos que estuvieran en comunión con la Santa Sede. Primero encarcelados y luego expulsados, el gobierno chino empezó a nombrar obispos afines a su ideología. Desde entonces la Iglesia católica, considera la sede como vacante, aunque ha nombrado obispos de manera clandestina.
En el período de 1966 a 1976 la Revolución Cultural se ensañó especialmente contra la religión, destruyéndose numerosas iglesias. El 25 de diciembre de 1980 se reabrió la catedral de Xuanhua.
El 1 de diciembre de 1980 el gobierno chino unió por su propia autoridad las diócesis de Xiwanzi y Xuanhua, dando lugar al nuevo distrito eclesiástico de Zhangjiakou, no reconocido por la Santa Sede. Después de 1980, se conocen tres obispos "clandestinos": Simon Zhang Jiumu (fallecido en diciembre de 1999), Philippe Zhao Zheng-Dong (sucedió a Zhang Jiumu, fallecido en 2007) y Thomas Zao Kexun (desde 2007).
El 22 de septiembre de 2018 se firmó en Pekín el Acuerdo provisional entre la Santa Sede y la República Popular de China sobre el nombramiento de los obispos. El 22 de octubre de 2020 el acuerdo fue prorrogado por otros dos años y en octubre de 2022 por otros dos años más.
Debido a la situación particular de la Iglesia católica en China, la Santa Sede no nombra obispos para las diócesis chinas, que son sedes oficialmente vacantes incluso en presencia de obispos reconocidos por Roma.

## Vida consagrada
En el seno de la diócesis nació la primera congregación religiosa clerical china, dedicada al servicio de las misiones, para la evangelización de los nativos y la promoción de las vocaciones chinas. Dicha congregación se llama Discípulos del Señor y fue fundada por el delegado apostólico en China, Celso Costantini, el 4 de enero de 1927, con la ayuda de los misioneros redentoristas españoles.

## Episcopologio
- Philippe Zhao Huai-yi † (24 de junio de 1926-14 de octubre de 1927 falleció)[12]
- Peter Tcheng † (28 de marzo de 1928-25 de agosto de 1935 falleció)
- Joseph Ciamgioenpuo (Chang Jun-po) † (7 de julio de 1936-20 de noviembre de 1947 renunció)
- Peter Wang Mu-To † (8 de enero de 1948-3 de octubre de 1959 falleció)
  - Sede vacante
  - Chang Shou-yi † (20 de abril de 1958 consagrado-27 de marzo de 1987 falleció) (nombrado por el gobierno sin permiso de la Santa Sede)
  - Xu Li-zhi † (31 de mayo de 1987 consagrado-19 de enero de 1992 falleció) (clandestino en comunión con la Santa Sede)
  - Simon Zhang Jiu-mu † (3 de octubre de 1989 consagrado-12 de diciembre de 1999 falleció) (clandestino en comunión con la Santa Sede)
  - Philip Peter Zhao Zhen-dong † (12 de diciembre de 1999 por sucesión-13 de julio de 2007 falleció) (clandestino en comunión con la Santa Sede)
  - Thomas Zhao Ke-xun(13 de julio de 2007 por sucesión-2018) (clandestino en comunión con la Santa Sede)[1]
  - Augustine Cui Tai, por sucesión en 2018